# Козак, Владимир Васильевич
Владимир Васильевич Козак (укр. Володимир Васильович Козак; род. 9 августа 1959, Пологи, Запорожская область, Украина) — украинский железнодорожник, экс-министр инфраструктуры Украины.
Народный депутат Украины V созыва (25 мая — 12 сентября 2006) и VI созыва (23 ноября 2007 — 19 мая 2011).
Согласно декларации доходы в 2012 году составили 2 031 899 гривен.

## Образование
В 1981 году окончил Днепропетровский институт инженеров железнодорожного транспорта, специальность «эксплуатация железнодорожного транспорта», квалификация «инженер путей сообщения по эксплуатации железных дорог».

## Трудовая деятельность
С 1981 года — дежурный станционного поста централизации станции Ясиноватая Донецкой железной дороги (далее — ДЖД), дежурный по станции, станционный диспетчер.
В 1985—1986 годах — заместитель начальника станции Авдеевка ДЖД по грузовой работе, заместитель начальника отдела движения по грузовой работе Ясиноватского ответвления ДЖД.
В 1986—1990 годах — начальник отдела перевозок Ясиноватского ответвления ДЖД.
В 1990—1996 годах — заместитель начальника отдела движения — начальник отдела перевозок ДЖД (г. Ясиноватая, Донецкая обл.).
В 1996—2000 годах — начальник отдела перевозок — заместитель начальника Дорожного центра управления перевозками ДЖД, начальник службы перевозок управления ДЖД, заместитель начальника железной дороги — начальник Дорожного центра управления перевозками ДЖД.
В 2000—2001 годах — генеральный директор транспортно-экспедиторской компании ООО «Лемтранс».
В 2001—2006 годах — генеральный директор корпорации «Межрегиональный Промышленный Союз».
С августа 2006 по ноябрь 2007 года, а также с марта 2011 по декабрь 2012 года — генеральный директор Государственной администрации железнодорожного транспорта Украины «Укрзализныця».
24 декабря 2012 года назначен на должность Министра инфраструктуры Украины Указом Президента Украины № 735/2012 «О назначении В. Козака Министром инфраструктуры Украины».
27 февраля 2014 года освобождён от должности министра инфраструктуры Украины в связи с формированием нового персонального состава Кабинета Министров Украины.

## «Укрзалізниця»
Пришел в «Укрзалізницю» с намерением запустить процесс структурного реформирования отрасли. По его собственным заявлениям, ключевые цели реформы «Укрзализныци» определяет так: «У реформы много целей, и каждая является ключевой. Но одна из них мне наиболее близка как железнодорожнику — это глубокая модернизация подвижного состава и железнодорожной инфраструктуры. Физическая изношенность основных фондов отрасли превышает 80 %. При таком уровне износа активов „Укрзализныце“ трудно поспевать за растущими потребностями базовых отраслей, обеспечивающих рост ВВП страны. Эта амбициозная задача требует больших средств — инвестиционные затраты на период до 2020 года составят более 200 млрд грн. Но без этих вложений в инфраструктуру все дискуссии о модернизации и поднятии конкурентоспособности национальной экономики так и останутся словами — экономика в Украине слишком сильно зависит от железной дороги».
Усилия увенчались успехом — в начале 2012 года был принят Закон Украины «Об особенностях создания публичного акционерного общества железнодорожного транспорта общего пользования».
Старение подвижного состава, особенно в пассажирских перевозках, считает одной из главный проблем железных дорог Украины: «Сегодня у нас около 5 тыс. пассажирских вагонов. Из них более-менее, с натяжкой, отвечают современным требованиям только около 2 тыс. А локомотивы? (Всего у нас 1600 электровозов и 500 тепловозов.) Сейчас пассажирские поезда водят 160 локомотивов, предназначенных для грузового движения: пассажирских не хватает. А грузовые — они же не могут дать ни скорости, ни комфорта. Локомотивы тяжёлые, мощные — способны тянуть до 5 тыс. т, у них большая инерционность — ни разогнаться быстро, ни затормозить. К слову, у нас до сих пор используются локомотивы чешского производства ЧС-2, ЧС-4, которые были куплены Советским Союзом ещё в начале 60-х годов».
В 2011—2012 годах усилия железнодорожников были сконцентрированы на запуске скоростного движения и подготовке к проведению Чемпионата Европы по футболу 2012 года. Собственно под решение этих задач в кратчайшие сроки и был назначен гендиром Укрзализныци Владимир Козак. Все мероприятия осуществлялись в соответствии с утверждённой правительством Государственной целевой программой по подготовке и проведению в Украине финальной части Чемпионата Европы по футболу. Подготовка к проведению чемпионата Европы по футболу стала рывком для Укрзализныци в проведении электрификации дорог. За это время в стране было электрифицировано 300 километров путей — работ такого масштаба не проводилось за всю историю Украины. Реконструирован и заново отстроен новый вокзальный комплекс станции Донецк — теперь он готов обслуживать более 35 000 пассажиров в сутки, модернизировано сотни километров верхнего строения пути, отремонтированы и реконструированы посадочные платформы, станции, вокзалы, вокзальные комплексы на скоростном пассажирском участке Львов-Киев-Харьков-Донецк.
Долго отрабатывался проект по созданию СП с Чехией по выпуску новых локомотивов. 26 сентября 2013 года глава Министерства инфраструктуры Владимир Козак заявил, что в 2015 году планируется начать производство электровозов совместно с чешской Skoda на принадлежащем министерству Запорожском электровозоремонтном заводе. Этим займётся совместное украинско-чешское предприятие, которое планируется создать совместно с чехами.
Ведомство под руководством Владимира Козака начинает системную работу по внедрению безбумажных технологий. Укрзализныця является пионером внедрения электронного документооборота во внутреннем грузовом сообщении: ещё в 2011 году полностью перешла на электронный документооборот и теперь делится опытом и наработками с коллегами-железнодорожниками как стран СНГ, так и Европы. в 2013 году УЗ постепенно ввела электронный билет и в пассажирском сообщении на все поезда дальнего внутреннего сообщения. Технология электронного билета позволяет приобретать документ с помощью сервиса бронирования УЗ. Распечатав документ, пассажир может садиться с ним в поезд, минуя оформление в кассах.
На пути планов «Укрзалізници» по увеличению грузопотоков может стать её собственный локомотивно-вагонный парк, который является едва ли не самым старым в Европе и СНГ. Оптимальной возможностью для модернизации транспортных фондов «Укрзалізницей» является лизинг подвижного состава. По этому пути пошли многие крупные международные компании. В начале сентября 2013 года Донецкая, Львовская и Одесская железные дороги по результатам проведенной процедуры госзакупок подписали договоры на поставку 350 локомотивов. Договоры с лизингодателем на приобретение локомотивов заключены сроком на 7 лет с выплатой 9,5 % годовых. До этого, системной практикой «Укрзализныци» на отечественном финансовом рынке было кредитование под 13-17 % на срок не более 5 лет. Эксперты оценили подобный шаг как доверие инвесторов к предприятию. «Возможность получения в лизинг 350 электровозов на сумму 22,168 млрд грн под 9,5 % — это очень выгодное предложение. По такой ставке компания разместила еврооблигации в мае», — считает старший аналитик инвестиционной компании «Арт Капитал» Алексей Андрейченко.
ГП «Укрзалізниця» и предприятия, входящие в структуру УЗ, СМИ не раз обвиняли в нарушении тендерных процедур. В частности, ООО "Торговый дом «Укртранс», связанное с бизнес-структурами Рината Ахметова и Антона Пригодского — выиграло железнодорожных тендеров на общую сумму 3,049 млрд гривен.
Перед отставкой Борис Колесников сделал заявление в интервью газете «Зеркало недели. Украина», что за поломки поездов «Хюндай» должен отвечать глава «Укрзалізниці». Сам Владимир Козак, уже будучи в статусе министра, отреагировал на подобные обвинения: «В нашей стране работает около 350 тыс. железнодорожников, и в том, чтобы поезда Hyundai успешно курсировали по территории Украины, заложен их огромный нечеловеческий труд. Я без преувеличения хочу сказать, что железные дороги в 2011—2012 годов совершили трудовой подвиг, чтобы эти поезда могли эксплуатироваться в Украине».
Из-за экономического кризиса ГП «Укрзалізниця» в 2013 году сократила объёмы грузоперевозок на 5,6 % (до 224,4 млрд т/км), а транзитных перевозок — на 18,8 % (до 34,03 млн т). Всего же в 2013 году украинскими железными дорогами было перевезено 443,6 млн т грузов, что на 3 % меньше, чем в 2012-м. Самое существенное падение продемонстрировали транзитные грузы. Причиной тому стала переориентация российских грузов на российские же порты Балтии, а также продолжительные таможенные процедуры и досмотр иных государственных контролирующих органов на Украине.

## Порты
Во время руководства министерством начата реализация портовой реформы. Реформа активно обсуждалась на разных площадках и уровнях. Все участники сошлись в одном: для развития отрасли нужны инвестиции, привлечь которые без реформы не возможно. Цель реформы не только в разграничении административных и хозяйственных функций, но и в привлечении в этот сектор крупного капитала. Изношенность основных фондов достигает 60-90 %. Чтобы украинские гавани стали конкурентоспособными, необходимо вложить, по данным Министерства инфраструктуры, 25 млрд грн. Государство самостоятельно не может обеспечить порты инвестициями в полном объеме. Необходимо привлечение частного капитала. идеология реформы заключается в том, чтобы наладить государственно-частное партнёрство (ГЧП) по примеру многих ведущих стран и портов мира.
В апреле 2013 года состоялась рабочая встреча исполнительного генерального секретаря Международной федерации профсоюзов (ITF) Стивена Коттона и министра инфраструктуры Украины Владимира Козака при участии лидеров украинских профсоюзов. После встречи Международная федерация транспортников и транспортных профсоюзов (ITF) заявила, что портовая реформа в Украине идёт правильно, и готова поддерживать её, особенно в формировании диалога между профсоюзами, работодателями и властью.
14 июня 2013 года в Украине вступила в действие портовая реформа. Основная цель — привлечь в отрасль инвесторов. Кроме того, документ призван защитить права наемных работников, рассказал Министр инфраструктуры Владимир Козак. Государство гарантирует, что ни одно предприятие не будет перепрофилировано, и что не один работник не попадёт под сокращение. Профсоюзы берут на себя защиту всех портовиков без исключения. В том числе и частные компании.астные компании. Основой реформы стал Закон Украины «О морских портах», который вступил в силу 13 июня 2013 года. С этого момента профильным министерством разработана долгосрочная Стратегия развития портов, которая была презентована экспертам отрасли и инвестсообществу; создана Администрация морских портов Украины (АМПУ); принят целый ряд подзаконных актов, которые позволяют реформе двигаться.
Дальнейшим форматом развития портовой отрасли выбрана концессия. Крупный бизнес позитивно отреагировал на эту инициативу Министерства инфраструктуры. Все морские порты страны сделали предложения потенциальным инвесторам.

## Аэропорты
В июне 2013 года на Дне правительства в Верховной Раде министр инфраструктуры Владимир Козак заявил, что переговоры Украины с ЕС о Совместном авиационном пространстве («открытое небо») находятся на завершающей стадии. Подписание соглашения «Открытое небо» — то, к чему давно шла Украина для либерализации рынка авиаперевозок. Также министр сообщил, что рынок авиаперевозок уже полностью либерализован с Россией, Испанией, ОАЭ и Грузией. В ближайшее время планируется либерализовать рынок авиаперевозок с Израилем и Италией. Владимир Козак сообщил, что продолжается работа по переводу Украины в первую категорию Федеральной авиационной администрации США, что позволит открытие прямых дальнемагистральных рейсов в эту страну (такой прямой дальнемагистральный рейс былиоткрыт в 2014 году компанией МАУ).
5 февраля 2014 года на брифинге в КМУ и. о. министра инфраструктуры Украины Владимир Козак сообщил, что соглашения об общем авиационном пространстве с Европейским Союзом будет подписано 14 марта в Брюсселе. По словам министра, подписание этого документа позволит Украине увеличить поток перевозок авиационным транспортом и поспособствует созданию конкуренции авиаперевозчиков. «Конкуренция позволит нашим пассажирам выбирать, какой авиакомпанией лететь, и, естественно, мы ожидаем и снижения цен на авиаперевозки».
Впоследствии новый состав Кабмина отложил подписание этого соглашения сославшись на неготовность Европейского Союза к подписанию. «Украина рассчитывает подписать Договор об открытом небе с Европейским Союзом не позднее 5 июня 2014 года и одновременно проговаривает возможность подписания таких же договоров с Израилем и США» — заявил к Кабмине министр Максим Бурбак.
В августе 2013 года министр инфраструктуры Украины Владимир Козак заявил, правительство выделит деньги на строительство новой взлётно-посадочной полосы в международном аэропорту «Одесса» в рамках подготовки к Чемпионату Европы по баскетболу−2015 (Евробаскет-2015), поскольку частные инвесторы аэропорта не смогли выполнить взятые на себя инвестиционные обязательства. История вопроса с аэропортом Одессы уходит корнями ещё в 2011 году, когда управление аэропортом (июле 2011 года при вице-премьер-министре — министре инфраструктуры Борисе Колесникове) было передано частной компании. Новые частные акционеры аэропорта не выполнили взятые на себя обязательства. Средства для строительства нового пассажирского терминала в августе 2013 года выделил «Укрэксимбанк» под гарантии городской администрации, открыв для ООО «Международный аэропорт „Одесса“» кредитную линию на 30 миллионов долларов. Для реконструкции взлётно-посадочной полосы было создано государственное предприятие "Дирекция по строительству международного аэропорта «Одесса».

## Дороги
«Я, естественно, приношу всем извинения за то качество дорог, которые сейчас есть. Мининфраструктуры будет делать все возможное для того, чтобы повысить качество украинских дорог». — Из заявления министра Владимира Козака на брифинге по поводу качества украинских дорог,
Украина намерена до конца года объявить первый конкурс на концессию автомобильных дорог, сообщил министр инфраструктуры Украины Владимир Козак в ходе конференции в Киеве в июне 2013 года. "У нас есть 7 таких проектов. В частности, окружная вокруг Киева, участок дороги от границы с Россией через Харьков, участок дороги на границе с Польшей.
Пилотными проектами концессии в дорожной отрасли Украины уже заинтересовались инвесторы из Европы, Российской Федерации и Китая, сообщил министр инфраструктуры Украины Владимир Козак на брифинге в Киеве 5 февраля 2013 года.
Он напомнил, что первый конкурс на концессионное строительство автодороги Львов-Краковец планируется провести в 2014 году.

## Парламентская деятельность
С мая по сентябрь 2006 года — народный депутат Украины V созыва от Партии регионов (№ 92 в избирательном списке). Возглавлял подкомитет по железнодорожному транспорту Комитета Верховной Рады Украины по вопросам транспорта и связи. За время работы в Верховной Раде Украины V созыва зарегистрировал 1 законопроект.
С ноября 2007 по май 2011 года — народный депутат Украины VI созыва от Партии регионов (№ 94 в списке), председатель Комитета по вопросам транспорта и связи. За время работы в ВРУ подано 45 законодательных инициатив.

## Награды
- Орден «За заслуги» II степени — за значительный личный вклад в социально-экономическое, научно-техническое, культурно-образовательное развитие Украинского государства, весомые трудовые достижения, многолетний добросовестный труд и по случаю 15-й годовщины Конституции Украины[29].
- Орден «За заслуги» III степени[30]
- Заслуженный работник транспорта Украины

## Семья
Жена Ольга домохозяйка, дочь Анастасия Жалковская (1984). C 2002 по 2009 годы Владимир Козак владел 60 % чешской компании VOA, s.r.o. На данный момент компания принадлежит дочери Анастасии. Компания владеет квартирой в Праге.